# Eric Sato
Eric Anthony Sato (Santa Mônica, 5 de maio de 1966) é um ex-jogador de voleibol dos Estados Unidos que competiu nos Jogos Olímpicos de 1988 e 1992.
Em 1988, ele fez parte do time americano que conquistou a medalha de ouro no torneio olímpico, no qual atuou em sete partidas. Quatro anos depois, ele ganhou a medalha de bronze com a equipe americana na competição olímpica de 1992, participando de oito jogos. A irmã de Eric, Liane Sato, também é jogadora de vôlei e conquistou uma medalha de bronze com a seleção americana nas Olimpíadas de Barcelona em 1992.